# Lindenberg (bergskedja)
Lindenberg är en bergskedja i Schweiz.   Den ligger i kantonen Luzern, i den centrala delen av landet, 70 km öster om huvudstaden Bern.
Omgivningarna runt Lindenberg är en mosaik av jordbruksmark och naturlig växtlighet. Runt Lindenberg är det ganska tätbefolkat, med 185 invånare per kvadratkilometer.